# بیل پارکر (مخترع)
ویلیام پی. «بیل» پارکر (انگلیسی: William P. (Bill) Parker) یک کارآفرین، هنرمند، و فیزیک‌دان است که برای اختراع طراحی نوین گوی پلاسما شناخته شده‌است.